# Expulsão do Paraíso (Masaccio)
A Expulsão do Paraíso, ou A Expulsão de Adão e Eva do Paraíso (em italiano:  Cacciata dei progenitori dall'Eden), é um dos afrescos pintados cerca de 1425 por Masaccio, mestre italiano do início do Renascimento, num conjunto pintado nas paredes da Capela Brancacci da igreja de Santa Maria del Carmine, em Florença, com participação de Masolino, entre outros.
O afresco descreve a expulsão de Adão e Eva do jardim do Éden narrada no capítulo 3 do Livro do Génesis, embora com algumas diferenças face à narração canónica.

## Descrição
O afresco da expulsão está localizado no lado esquerdo num painel alto e estreito no arco que delimita a capela, numa posição frontal face ao tema associado do pecado original pintado por Masolino (imagem em baixo). As duas cenas do Génesis abrem o ciclo pictórico da História de S. Pedro e simbolizam a condenação da humanidade pelo erro cometido pelos primeiros pais, que depois foi redimida pela ação de São Pedro e da Igreja Católica que descendem deles.

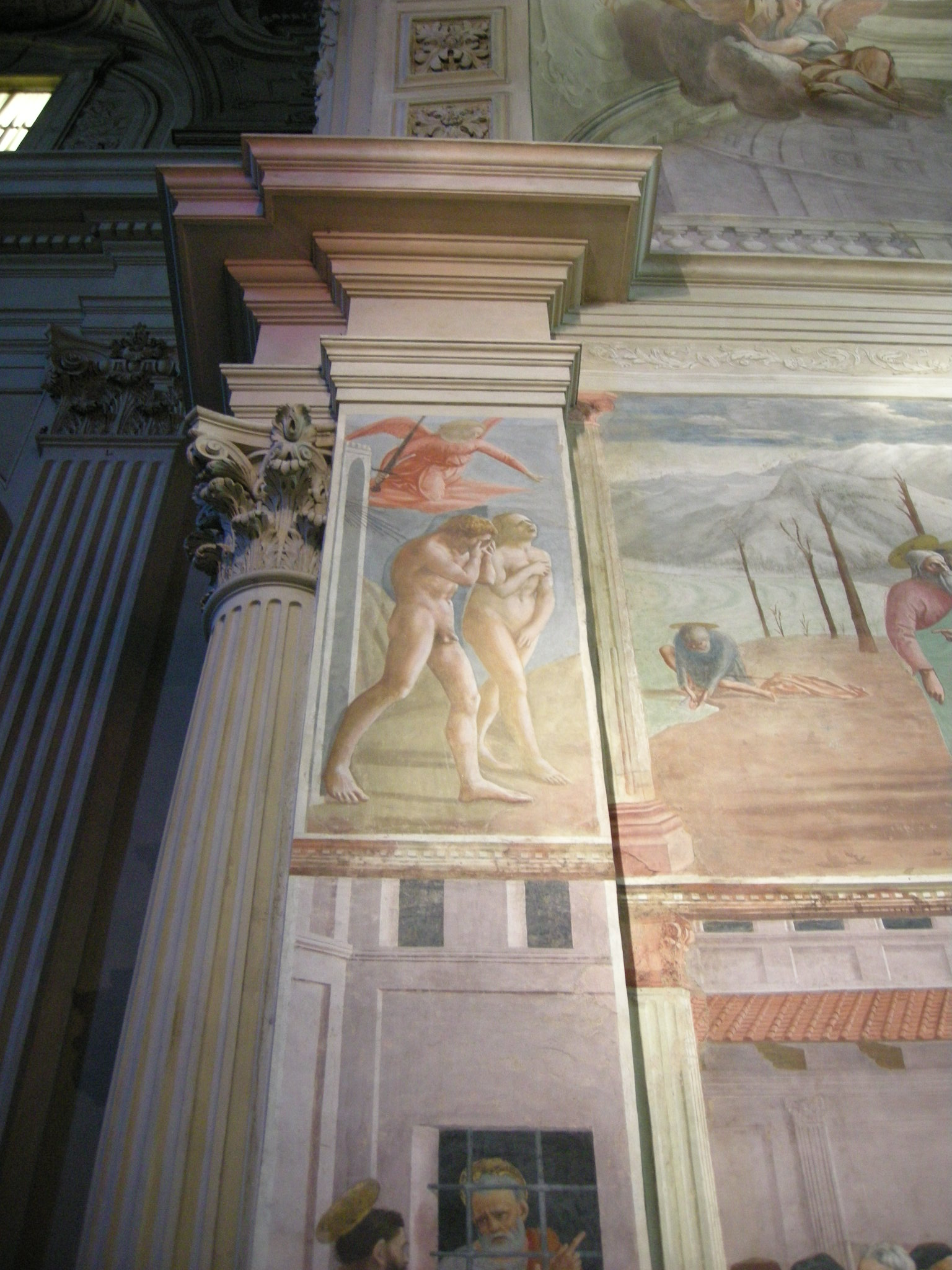
O afresco no contexto da capela.

Adão e Eva estão representados nus com um realismo extraordinário. E pode-se intuir como os defeitos, mesmo menores (como o tornozelo de Adão um pouco rebaixado), não são devido à imperícia, mas a uma busca de maior expressividade. Os dois protagonistas são representados com expressões de dor pungente e ambos compartilhando a culpa sem acusação do parceiro.
Existem alguns detalhes que afastam a composição do afresco da descrição no Gênesis:
- Adão e Eva estão representados nus quando no Gênesis (Gênesis 3:21) se refere: Fez Deus para Adão e para sua mulher túnicas de peles, e os vestiu.
- A presença de apenas um querubim quando no Gênesis se refere: Assim expulsou ao homem; e ao oriente do jardim do Éden pôs os querubins e o chamejar de uma espada que se volvia por todos os lados, para guardar o caminho da árvore da vida
- O arco à esquerda, que é a porta do Éden, não é mencionado pelo texto sagrado.

Na obra de Masaccio, uma verdadeira ruptura com a tendência gótica do passado, a compostura de Masolino desapareceu e os personagens são retratados num desespero extremo, subjugados pelo anjo que com a espada desembainhada os expulsa peremptoriamente, com uma intensidade até então não conhecida em pintura.
Os gestos são eloquentes: ao sair pelo portão do Paraíso, de onde vêm alguns raios divinos, Adão cobre o rosto com as mãos pelo desconforto e pelo sentimento de culpa, e Eva esconde a nudez com vergonha e chora gritando, com uma expressão angustiada. Ao alto vê-se o anjo da justiça que com a espada lhes indica severamente o caminho. São muitos os detalhes com significado, desde o cabelo encharcado e pegajoso de Adão (na Terra ele vai ao encontro do cansaço e da sujidade), até à composição da figura do anjo, pintado em escorço como se estivesse a descer sobre eles.

## Possíveis fontes de inspiração

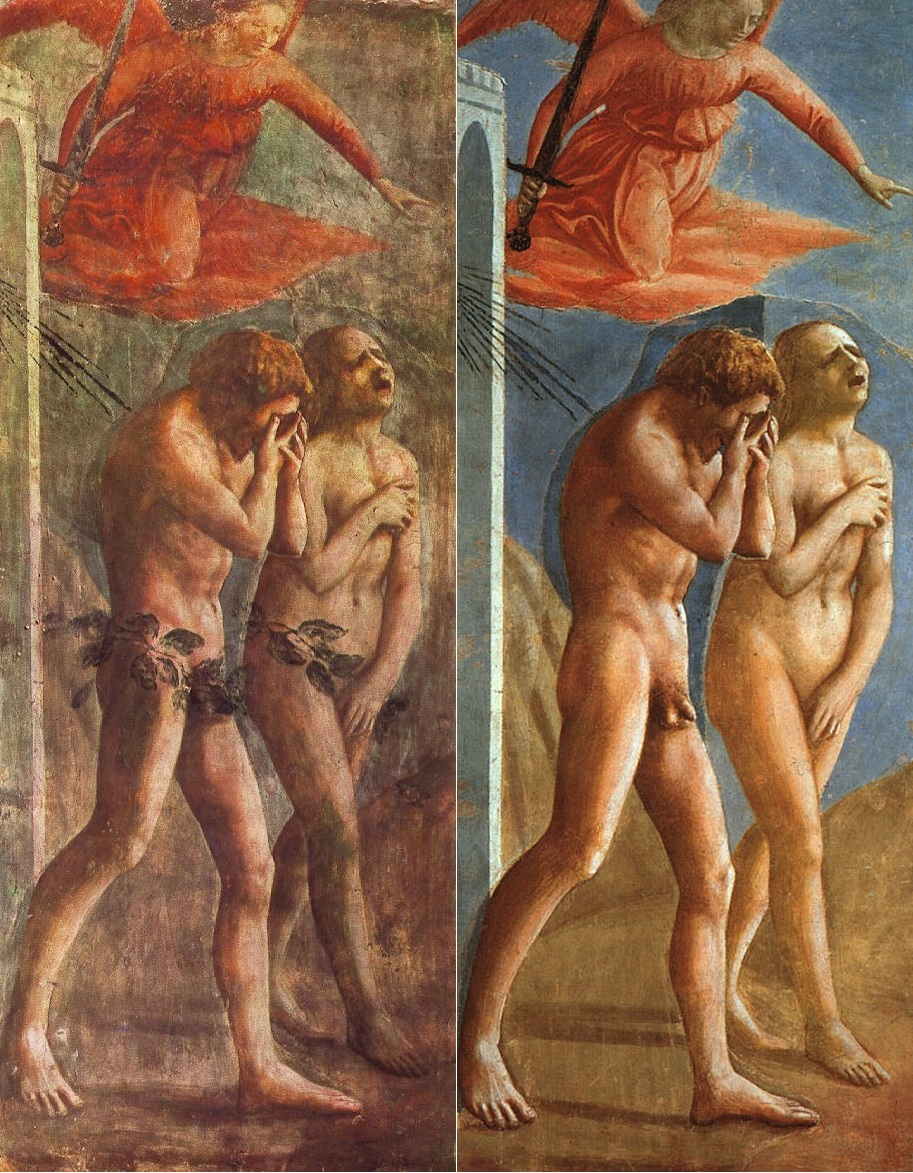
A Expulsão do Paraíso, antes e depois do restauro. Vídeo sobre a Expulsão do Paraíso de Masacio pela Smarthistory da Khan Academyː

Têm sido sugeridas várias possíveis fontes de inspiração para Masaccio. Para Adão, nas possíveis referências incluem-se inúmeras esculturas de Marsias (da Mitologia grega) e a Crucificação de Donatello. Para Eva, os críticos de arte geralmente apontam as várias versões de Afrodite de Cnido, talvez através de Giovanni Pisano e da sua Prudência do púlpito do Sé de Pisa.
Em qualquer caso, a Masaccio é alheia a ideia "arqueológica" de cópia fiel do modelo antigo, antes as suas figuras estão imbuídas de uma profundidade e expressividade nunca vistas até então, nem mesmo na arte antiga. Os comentadores antigos falavam de Masaccio como de um grande imitador da Natureza, não como o que ressuscitava a arte antiga.

## Repinte e restauro
Três séculos após a pintura do afresco, Cosme III de Médici, em consonância com as ideias contemporâneas de decoro, ordenou que os genitais das duas figuras fossem cobertos por folhas de figueira. Estas acabaram por ser removidas na década de 1980, quando o afresco foi totalmente restaurado e limpo.

## História

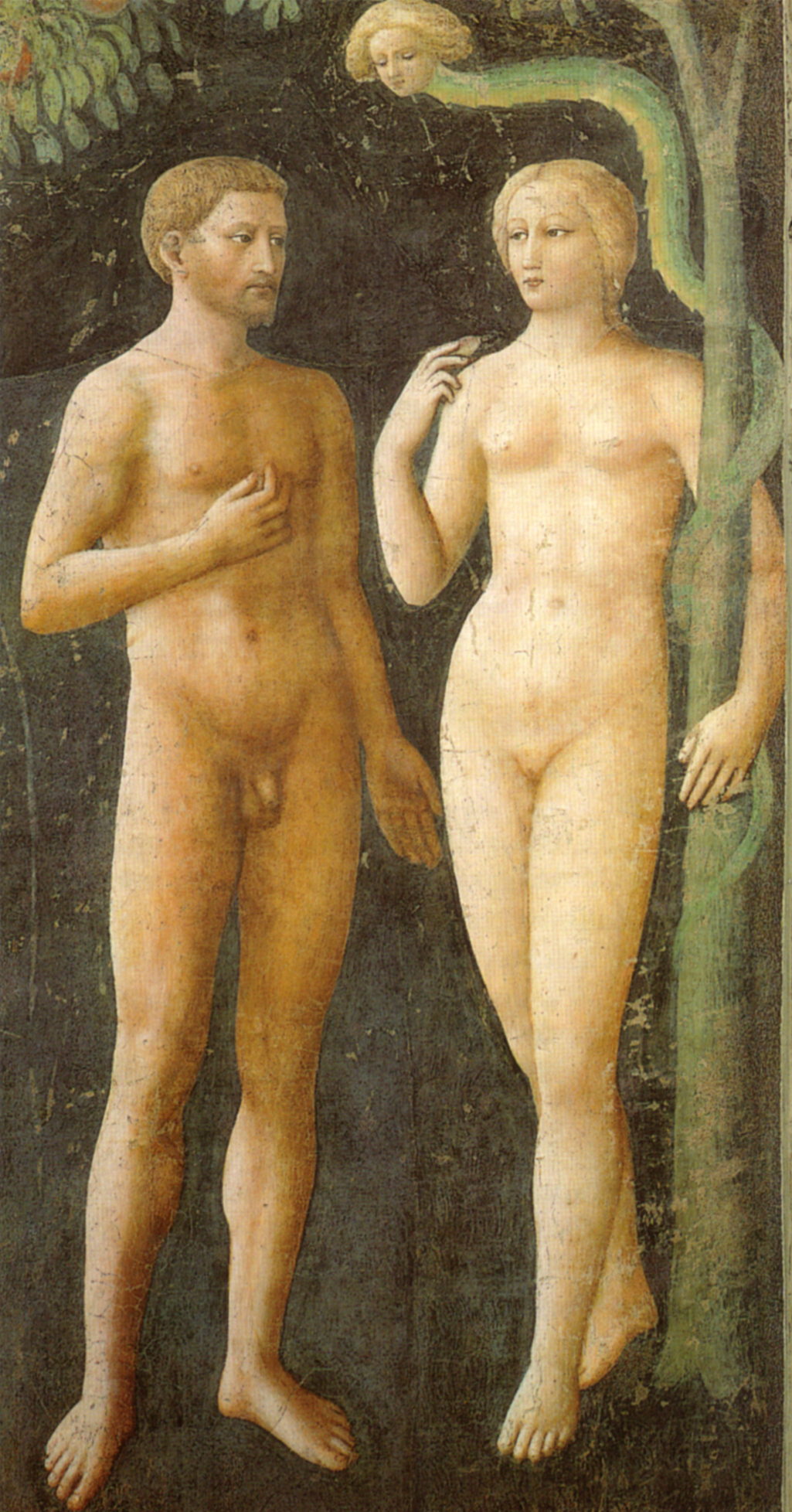
Tentação de Adão e Eva de Masolino, na parede oposta da capela

Por falta de documentação, os afrescos da Capela Brancacci têm constituido um enigma para os estudiosos. Encomendado talvez a Masolino, que tinha como ajudante o jovem Masaccio, o conjunto foi iniciado em 1424 mas a partir de 1425 foi executado apenas por Masaccio devido à partida de Masolino para a Hungria. Mais tarde, em 1428, Masaccio também partiu, mas para Roma onde morreria pouco depois.
A decoração começou no plano superior, que foi destruída no século XVIII, com as velas dos evangelistas, as duas lunetas (de Masolino) e duas semi-lunetas respectivamente de Masaccio e de Masolino, dos quais foram encontrados vestígios da sinopia. A decoração continuou no patamar intermédio e, em seguida, no inferior, que se mantiveram até ao presente. Em 1436, com a expulsão da cidade do dador, Felice Brancacci, o desenvolvimento dos afrescos foi definitivamente interrompido e em parte foram mutilados os retratos da família Brancacci. Só cinquenta anos mais tarde, a partir de 1480, foram completados por Filippino Lippi, que procurou adaptar a sua arte ao estilo do início do Renascimento.
Os afrescos foram admirados e estudados por gerações de artistas florentinos. O próprio Michelangelo copiou as figuras de Dinheiro dos Tributos e de Adão e Eva de Masaccio, tendo este desenho chegado até ao presente (no Museu do Louvre).
Em 1642 as figuras de Adão e Eva foram cobertas por sobre-pintura de folhas de figo. Esta cena que foi salva do repinte barroco, saiu enegrecida pelo fogo de 1771 que destruiu grande parte da basílica. Somente com o restauro de 1983-1990 foi possível redescobrir o brilhante cromatismo inicial e foram eliminadas as repinturas.

## Influência sobre Michelangelo
A obra de Masaccio constitui uma grande fonte de inspiração para Michelangelo, um dos artistas mais famosos do Renascimento, pelo fato do professor deste, Domenico Ghirlandaio, a usar quase que exclusivamente como inspiração para as suas cenas religiosas, tendo Ghirlandaio imitado vários composições de Masaccio. A influência mais nítida em Michelangelo é na Queda do Homem e Expulsão do Jardim do Éden do tecto da Capela Sistina.